# Penelopella
Penelopella (лат.) — род коллембол из семейства из Neanuridae и надсемейства Neanuroidea (Poduromorpha). Новая Каледония (Океания) и Сокотра (Йемен).

## Классификация
Известно 2 вида. Первый вид был обнаружен в 1986 году на Новой Каледонии, второй найден в 2006 году на острове Сокотра (Йемен), но до 2012 года включался в состав рода Neanura. Коллемболы рода Penelopella относится к семейству Neanuridae, надсемейству Neanuroidea из подотряда Poduromorpha (или отряда).
- Семейство Neanuridae (типовой род — Neanura MacGillivray, 1893)
  - Подсемейство Neanurinae Börner, 1901
    - Триба Paleonurini
      - Род Penelopella

## Список видов
- Penelopella pacifica Cassagnau, 1986[3]
- Penelopella pohli (Barra & J-A, 2006)[4][5]
  - = Neanura (Neanura) pohli Barra, 2006